# Doclisboa
Doclisboa est un festival international du film documentaire créé en 2002. Il se déroule chaque année au mois d'octobre à Lisbonne.

## Description
Le festival se déroule sur onze jours au mois d'octobre. En 2011, 172 films de 33 pays sont projetés. En 2019, 303 films de 48 pays sont projetés. Le festival est porté par l'association Arpodoc. Il a le soutien de l’Institut du Cinéma du Portugal, de la ville de Lisbonne et de la Cinémathèque Portugaise, des institutions culturels et des partenaires privés.
En 2012 et 2013, un collectif de femmes dont Susana de Sousa Dias et Cíntia Gil dirige le festival. De nouvelles sections sont créées telles que Cinéma de l'Urgence et Passages sur les relations entre cinéma documentaire et art contemporain.
En 2013, Doclisboa rejoint Doc Alliance, un réseau et une plateforme de distribution qui regroupe sept festivals européens dont le Festival international du film documentaire de Copenhague, Planete Doc Film Festival Warsaw, DOK Leipzig, le Festival international de cinéma de Marseille, le Festival international du film documentaire de Jihlava et Visions du réel à Nyon.

## Meilleur film en compétition internationale
| Année | Titre anglais               | Titre original          | Réalisation                          | Pays                            |
| ----- | --------------------------- | ----------------------- | ------------------------------------ | ------------------------------- |
| 2004  | At Scool                    | A scuola                | Léonard de Costanzo                  | Italie                          |
| 2005  | Before the Flood            |                         | Yan Yu et Li Yifan                   | Chine                           |
| 2005  |                             | Alimentation générale   | Chantal Briet                        | France                          |
| 2006  | Tierra Negra                |                         | Ricardo Iscar                        | Espagne                         |
| 2007  | El-Banate Dol               | El-Banate Dol           | Tahani Rached                        | Egypte                          |
| 2008  | End of the Rainbow          |                         | Robert Nugent                        | France                          |
| 2009  | Pétition                    |                         | Zhao Liang                           | Chine                           |
| 2010  | El Sicario, Room 164        |                         | Gianfranco Rosi                      | Italie / France                 |
| 2011  | It's The Earth Not the Moon | É na Terra Não é na Lua | Gonçalo Tocha                        | Portugal                        |
| 2012  | Three Sisters               |                         | Wang Bing                            | France / Hong Kong              |
| 2013  | E Agora? Lembra-me          | E Agora ? Lembra-moi    | Joaquim Pinto                        | Portugal                        |
| 2014  | Fathers and Sons            | Fu Yu Zi                | Wang Bing                            | Chine / France                  |
| 2015  |                             | Il Solengo              | Alessio Rigo de Righi, Matteo Zoppis | Italie / Argentine              |
| 2016  | Calabria                    |                         | Pierre-François Sauter               | Suisse                          |
| 2017  | Milla                       |                         | Valérie Massadian                    | France / Portugal               |
| 2018  | Greetings From Free Forests |                         | Ian Soroka                           | États-Unis / Slovénie / Croatie |
| 2019  | Santikhiri Sonata           |                         | Thunska Pansittivorakul              | Thaïlande / Allemagne           |
| 2021  | 918 Nights                  |                         | Arantza Santesteban                  | Espagne                         |
| 2022  | A Date in Minsk             |                         | Nikita Lavretski                     | Biélorussie                     |